# Battaglia di Eupatoria
La battaglia di Eupatoria (in russo Штурм Евпатории?, Šturm Evpatorii; in turco Gözleve Muharebesi) è stata un'importante battaglia, svoltasi nel 1855 fuori dalle mura di Sebastopoli, nell'ambito della Guerra di Crimea.

## La battaglia
Nel corso del 1855, le truppe turche di stanza nei principati danubiani vennero spostate nel porto di Eupatoria, in Crimea, e la città venne ben fortificata, in previsione di attacchi da parte dell'esercito russo. In effetti, in ossequio ad un diretto ordine dello zar, al generale  Stepan Khrulev venne affidato il comando di un corpo di spedizione russo, con il compito di attaccare Eupatoria; così facendo, l'alto comando russo auspicava di evitare un'offensiva ottomana su larga scala diretta al fianco del principale schieramento russo.
La speranza del generale Khrulev era di cogliere la piazzaforte di sorpresa il giorno 17 febbraio; tale intendimento venne però vanificato, cosicché al momento dell'attacco tanto la guarnigione turca, quanto la flotta alleata erano a conoscenza dei movimenti russi. L'avanzata dell'esercito russo venne così arrestata da un imponente bombardamento da parte delle artiglierie, in particolar modo da parte delle navi alleati presenti in zona.
Dopo oltre tre ore di combattimenti, ingenti perdite e scarsi progressi effettuati, il Generale Khrulev si vide costretto ad ordinare la ritirata generale.

## Conseguenze
Come conseguenza diretta della sconfitta subita, il comandante in capo dell'esercito russo, Aleksandr Sergeyevich Menshikov, rassegnò le proprie dimissioni.
Da un punto di vista strategico, la battaglia confermò l'assoluto predominio delle flotte alleate sul Mar Nero; in particolare, la forza navale alleata costituì una costante minaccia per il fianco dello schieramento russo, per l'intera durata delle ostilità.
Deve essere inoltre considerata l'assoluta importanza strategia della piazzaforte di Eupatoria: tenere saldamente il porto permise alle truppe alleate rapidi rifornimenti, mentre, d'altra parte, complicò non poco i rifornimenti dell'esercito russo, che per le sue dimensioni aveva bisogno di ingenti e costanti linee di approvisionamento.
La battaglia - infine - giovò enormemente al morale della truppa ottomana, portando anche gli alleati a tenere in più alta considerazione il valore dell'esercito turco.